# Jules Grévy
François Paul Jules Grévy (født 15. august 1807, død 9. september 1891) var en fransk politiker og præsident i 1879-87.
Han blev tvunget til at gå af, da svigersønnen Daniel Wilson viste sig at have drevet handel med ordensdekorationer.

## Andet
- Grevyzebraen er opkaldt efter ham